# Ulica Warszawska we Wrześni
Ulica Warszawska we Wrześni – jedna z głównych ulic we Wrześni, położona w centrum miasta. Współcześnie jej część między ulicą Sienkiewicza i ulicą 3 Maja stanowi strefę ruchu pieszego (deptak). Znajduje się na obszarze historycznego układu urbanistycznego z XIV–XIX wieku, wpisanego do rejestru zabytków (nr rej. 295/Wlkp/A z 19.04.2006).

## Opis
Przebiega na osi południowy zachód – północny wschód. W latach 1768–1773 przez ulicę przebiegała granica pomiędzy województwem kaliskim i województwem gnieźnieńskim, co upamiętnia tablica pamiątkowa w nawierzchni, od strony ulicy Sienkiewicza. Ma charakter reprezentacyjny – w dużej części zabudowana jest kamienicami z XIX i początków XX wieku. 

## Nazwa
Na przestrzeni lat nazwa ulicy odnosiła się do różnych miejscowości leżących na wschód od Wrześni. Początkowo była to Gutowska (kierunek na Gutowo Wielkie i Gutowo Małe), później Słupecka (kierunek na Słupcę), współcześnie Warszawska (kierunek na Warszawę). W okresie Polski Ludowej ulica nosiła nazwę Lenina.

## Ważne obiekty
Przy ulicy Warszawskiej znajdują się m.in.:
- zabytkowa kamienica z oficynami z 1905 pod nr 5 (nr rej.: 2569/A z 28.12.1995),
- zabytkowy dom z 1 połowy XIX wieku pod nr 10 (nr rej.: 967/A z 5.03.1970),
- zabytkowy dom z XIX wieku pod nr 15 (nr rej.: 2173/A z 20.02.1989),
- budynek bankowy z okresu II Rzeczypospolitej pod nr 17,
- gmach szpitala powiatowego (adres ulica Słowackiego 2),
- budynek urzędu skarbowego pod nr 26,
- zabudowania dawnego browaru pomiędzy nr 26 i 27,
- budynek danego odeonu pod nr 27,
- gmach urzędu pocztowego pod nr 34,
- budynek banku spółdzielczego pod nr 36.

## Galeria

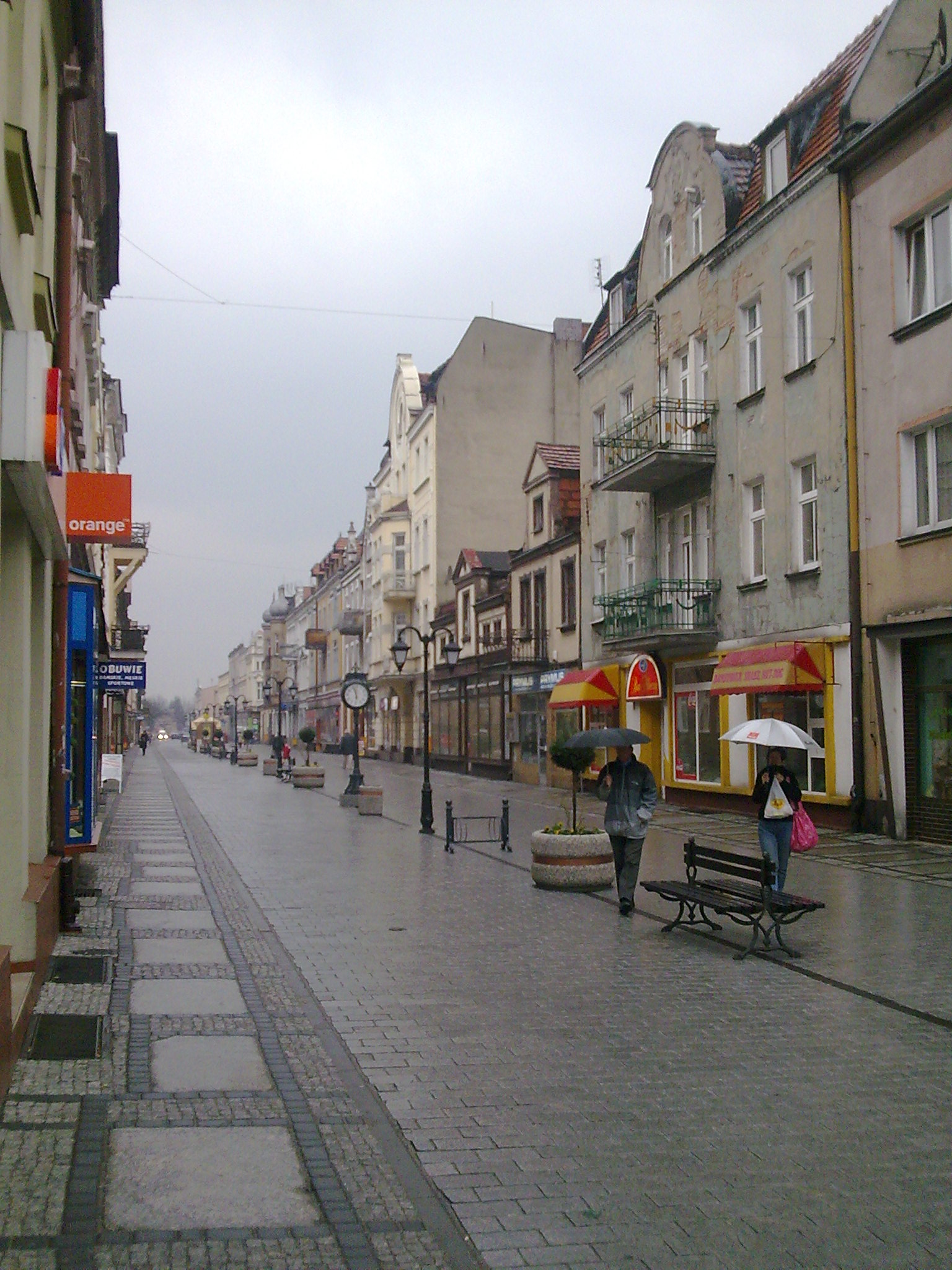
Pierzeja południowa ul. Warszawskiej
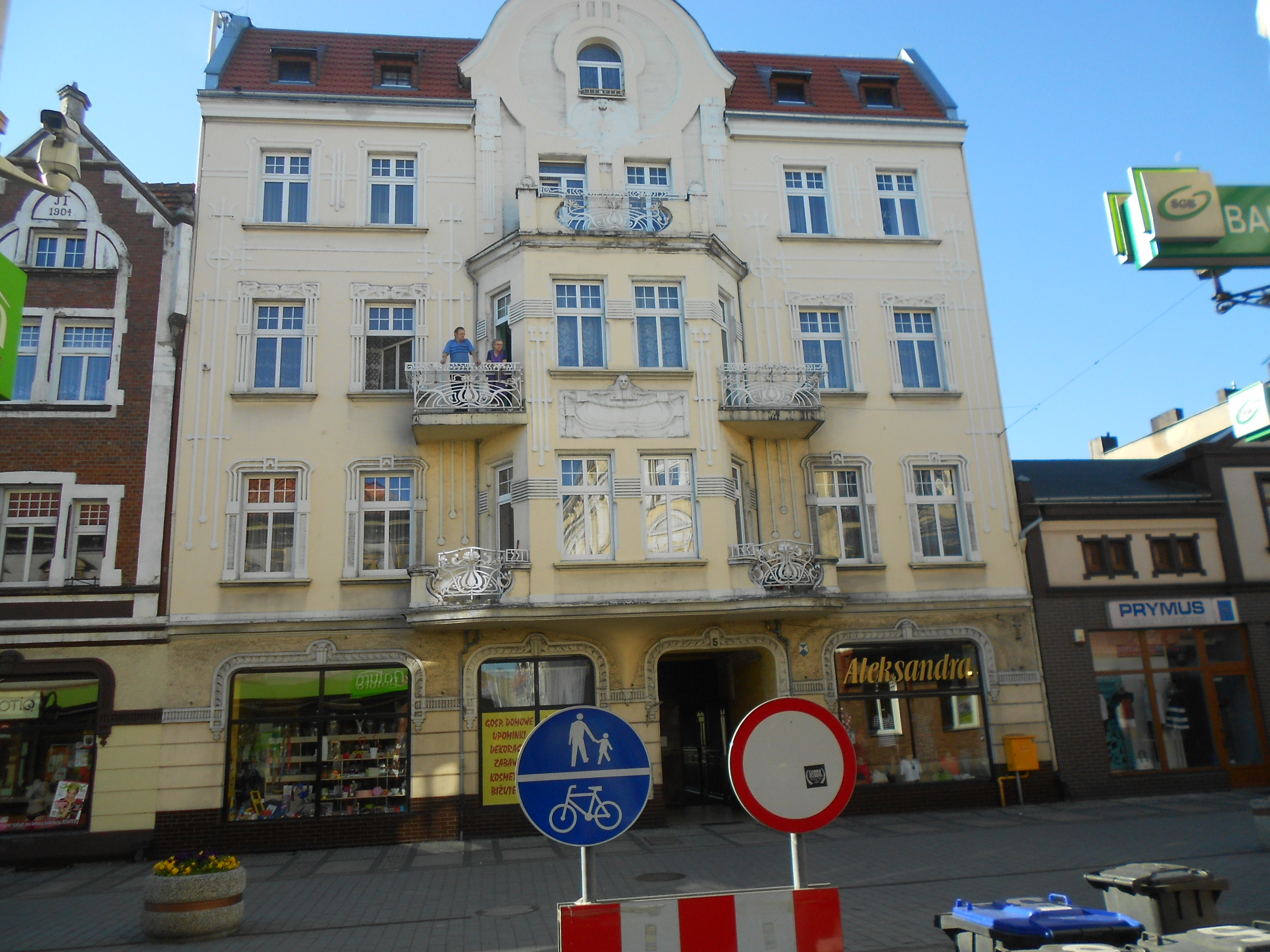
Kamienica przy ul. Warszawskiej 5